# Kenneth Bryan Raper
Pour les articles homonymes, voir Raper.
Kenneth Bryan Raper (11 juillet 1908 à Welcome, Caroline du Nord - 15 janvier 1987) est un mycologue, microbiologiste et botaniste américain.
Il est notamment connu pour ses contributions à des applications médicales et industrielles des champignons des genres Aspergillus et Penicillium mais aussi dans l'identification d'un "discoideum slime mold Dictyostelium" cellulaires en 1935 qui a conduit à quatre décennies de recherche et de publication sur un groupe d'organismes (Dictyostelids et amibe) ayant de larges applications en microbiologie.

## Biographie
Né le 11 juillet 1908, Kenneth Raper obtient son A.B. à l'Université de Caroline du Nord à Chapel Hill en 1929 puis il fréquente l'université George Washington jusqu'en 1931 et celle d'Harvard jusqu'en 1936. Plus tard dans sa carrière, il a reçu un doctorat honorifique en sciences de l'Université de Caroline du Nord.
Comme mycologue, il a commencé sa carrière professionnelle au département de l'Agriculture des États-Unis (USDA) d'abord au bureau de la chimie et des sols (1929-1936) puis au bureau of Plant Industry (1936-1940). Il y rencontre le docteur Charles Thom qui devint son mentor et collaborateur clé dans son travail. Thom et Raper coauteur des monographies classiques, un manuel de l'Aspergillus (1945) et un manuel des penicillia (1949).
De 1940 à 1953, Raper sert comme microbiologiste au Centre régional de l'USDA de Peoria dans l'Illinois. En 1940, lors de la visite des scientifiques britanniques Raymond Florey et Ronald Heatley qui cherchent à développer des méthodes de production à grande échelle de la pénicilline pour l'effort de guerre, Raper et ses associés lance un programme de recherche d'importance historique sur la pénicilline. Le laboratoire de recherche de Raper fut submergé par la demande thérapeutique pour les blessés la Seconde Guerre mondiale et c'est ce qui a lancé "l'Âge des antibiotiques".
Après une nomination comme professeur à l'Université de l'Illinois (1946-1953), Kenneth Raper quitte l'USDA en 1953 pour devenir professeur de bactériologie et de botanique à l'Université du Wisconsin.

## Engagement et récompenses
Raper a été président du Comité exécutif du XIe Congrès international de botanique (1969), président et délégué à quatre Assemblées Générales de l'Union internationale des sciences biologiques, dépositaire de la American Type Culture Collection (1948-1962) et membre d'un Comité exécutif du Conseil national de recherches (1956-1961). Il a été membre de l'Académie nationale des sciences des États-Unis. (1949), l'Académie américaine des arts et des sciences (1949), et de la Société américaine de philosophie (1958).
Parmi ses nombreux honneurs et distinctions, il a reçu le Distinguished Service Award de l'USDA (1947), le "Distinguished Mycologist Award" de la Société mycologique de l'Amérique (1981), et a été le premier à recevoir le Prix Thom Charles de la Société de microbiologie industrielle (1967 ).